# Филлипс, Саймон
Саймон Филлипс (англ. Simon Phillips; род. 6 февраля 1957, Лондон) — британский барабанщик. Наиболее известен по выступлениям в группе Toto, в составе которой играл с 1992 по 2014 год, и сессионной работе.

## Биография
Родился в семье джазового кларнетиста, саксофониста и бэнд-лидера Исадора Саймона Филлипса (известен как Сид Филлипс, 1907—1973), из семьи еврейских эмигрантов из России и основного аранжировщика оркестра Bert Ambrose. 
Племянник тромбониста и бэндлидера Вульфа Филлипса (1919—2003), Ральфа Филлипса (который играл в оркестре Сида Филлипса на банджо и контрабасе) и трубача Харри Филлипса. 
Двоюродный брат композитора Джона Альтмана (род. 1949).
Начал карьеру барабанщика в диксиленде отца. Известный своей разносторонностью, Филлипс играл в различных стилях, включая рок, фьюжн, металл, прог-рок и джаз. Много записывался как сессионный музыкант. Сотрудничал также с такими исполнителями, как Чик Кориа, Джефф Бэк,   Гари Мур ,Брайан Ино, Джо Сатриани, Дэвид Ковердейл, Judas Priest, Дерек Шериниан, Хироми, участвовал в концертном турне 1989 года группы "The Who". 
В группу Toto был приглашен Стивом Лукатером в 1992 году после смерти Джеффа Поркаро, будучи единственным кандидатом, и вскоре получил прозвище «Si-Phi» и «Si».
26 января 2014 года покинул группу Toto, чтобы больше времени уделять сольному творчеству.

## Техника и оборудование
Саймон Филлипс считается гуру техники игры на барабанах, его техника очень дифференцированна и точна. Нередко он начинает играть вставки раньше ожидаемого, на вторую долю, а заканчивает в первую. Примечательно его использование метрических модуляций, которые увеличивают напряжение в разделах песни с повторяющейся гармонической последовательностью. Кроме того, Филлипс приверженец открытой постановки рук, то есть на хай-хэте играет левой, а на барабане — правой, не перекрещивая руки. По райд-тарелке также играет левой рукой, хотя является правшой.
Филлипс пользуется инструментами фирмы Tama Drums, он включал в ударную установку барабаны больших размеров, октобаны, а также гонг. Аккуратно настроенный динамический барабанный звук Филлипса хорошо узнаваем.

## Дискография
Сольные альбомы
- 1988 — Protocol[англ.]
- 1992 — Force Majeure
- 1995 — Symbiosis
- 1997 — Another Lifetime
- 1999 — Out of the Blue
- 2000 — Vantage Point
- 2013 — Protocol II
- 2015 — Protocol III
- 2017 — Protocol 4
- 2022 — Protocol V

801 (см. 801 (band)):
- 801 Live (1976)

Jon Anderson:
- Song of Seven (1981)
- Animation (1982)

Judas Priest:
- Sin After Sin (1977)

Jeff Beck:
- There and Back (1980)

David Coverdale:
- White Snake (1976)

David Gilmour
- Live At The Royal Albert Hall London (Colombian Volcano Concert) (1986)

Duncan Browne
- The Wild Places (1977)
- Streets of Fire (1979)

Mike Rutherford
- Smallcreep's Day (1980)

Michael Schenker Group
- The Michael Schenker Group (1980)
- In the Midst of Beauty (2008)
- The 30th Anniversary Concert – Live in Tokyo (2010)
- Temple of Rock (2011)

Mike Oldfield
- Crises (1983)
- Discovery (1984)
- Islands (1987)
- Heaven's Open (1991)

The Who
- The Iron Man: The Musical by Pete Townshend (1989)
- Join Together (1990)
- Two Rooms: Celebrating the Songs of Elton John & Bernie Taupin [Track 4] (1991)
- Thirty Years of Maximum R&B [Disc 4, tracks 19 & 21] (1994)
- Greatest Hits Live [Disc 2, tracks 1-5] (2010)

Tears for Fears
- The Seeds of Love (1989)

Big Country
- Buffalo Skinners (1993)

Toto
- Absolutely Live (1993)
- Tambu (1995)
- Toto XX (1998, сборник)
- Mindfields (1999)
- Livefields (1999)
- Through the Looking Glass (2002)
- Live in Amsterdam (2003)
- Falling in Between (2006)
- Falling in Between Live (2007)

Derek Sherinian
- Inertia (2001)
- Black Utopia (2003)
- Mythology (2004)
- Blood of the Snake (2006)
- Oceana (2011)

Bonnie Tyler
- The World Starts Tonight (1977)

Hiromi Uehara
- Move (2012)
- Voice (2013)
- Alive (2014)
- Spark (2016)